# Apodemia mormo
Apodemia mormo là một loài Metalmark butterfly (family Riodinidae). Sâu bướm ăn các loài cây Eriogonum. Con trưởng thành ăn mật hoa của cây Eriogonum và các cây khác, đặc biệt cây hoa vàng Asteraceae, như Senecio và Chrysothamnus.
Its range is phía nam British Columbia và Saskatchewan, North Dakota tới Washington, south tới Southern California, Arizona, New Mexico, và México.
Phân loài Apodemia mormo langei là một loài nguy cấp. Nó chỉ xuất hiện ở và quanh khu bảo tồn thiên nhiên quốc gia Antioch Dunes ở tiểu bang California.

## Hình ảnh

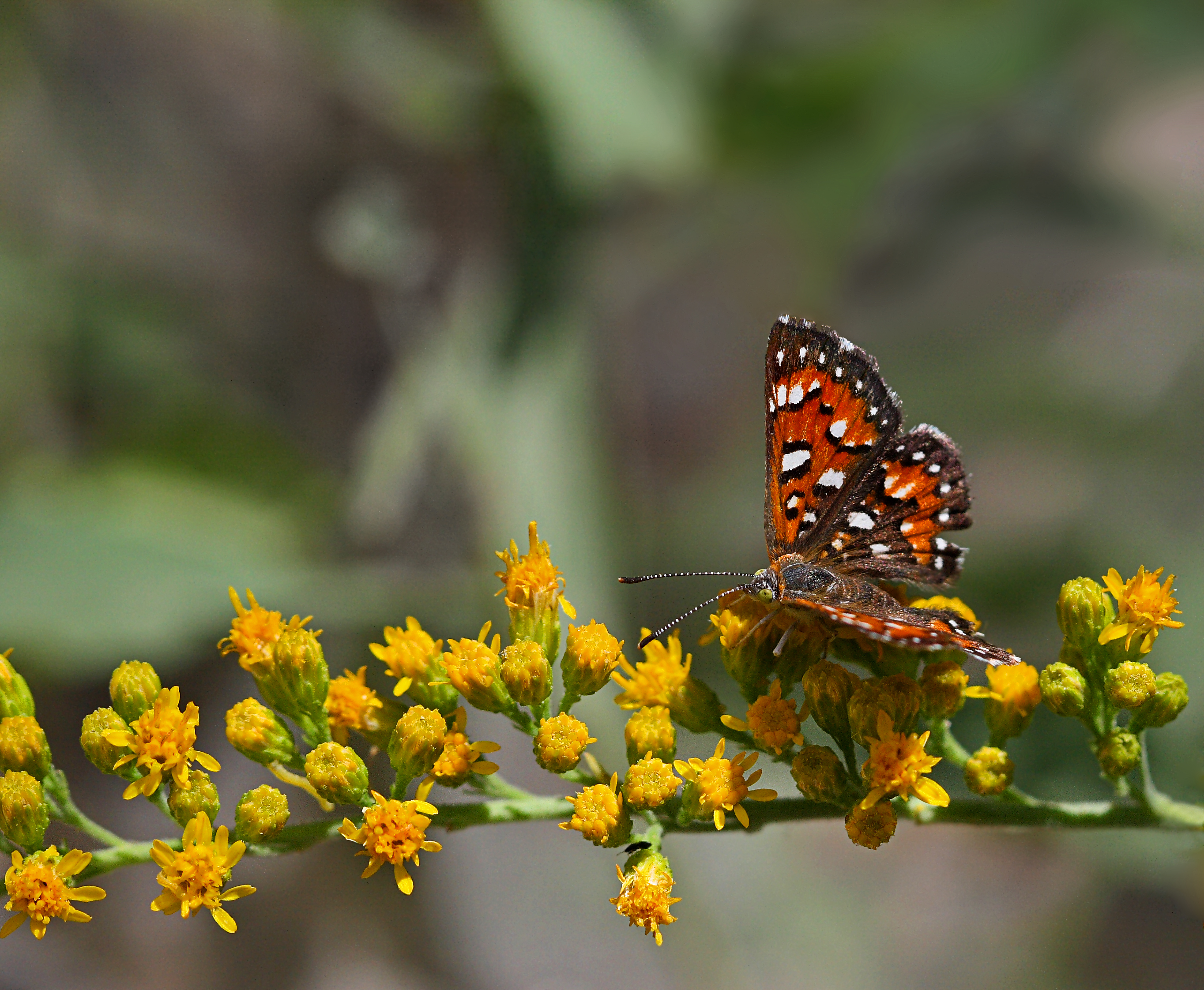
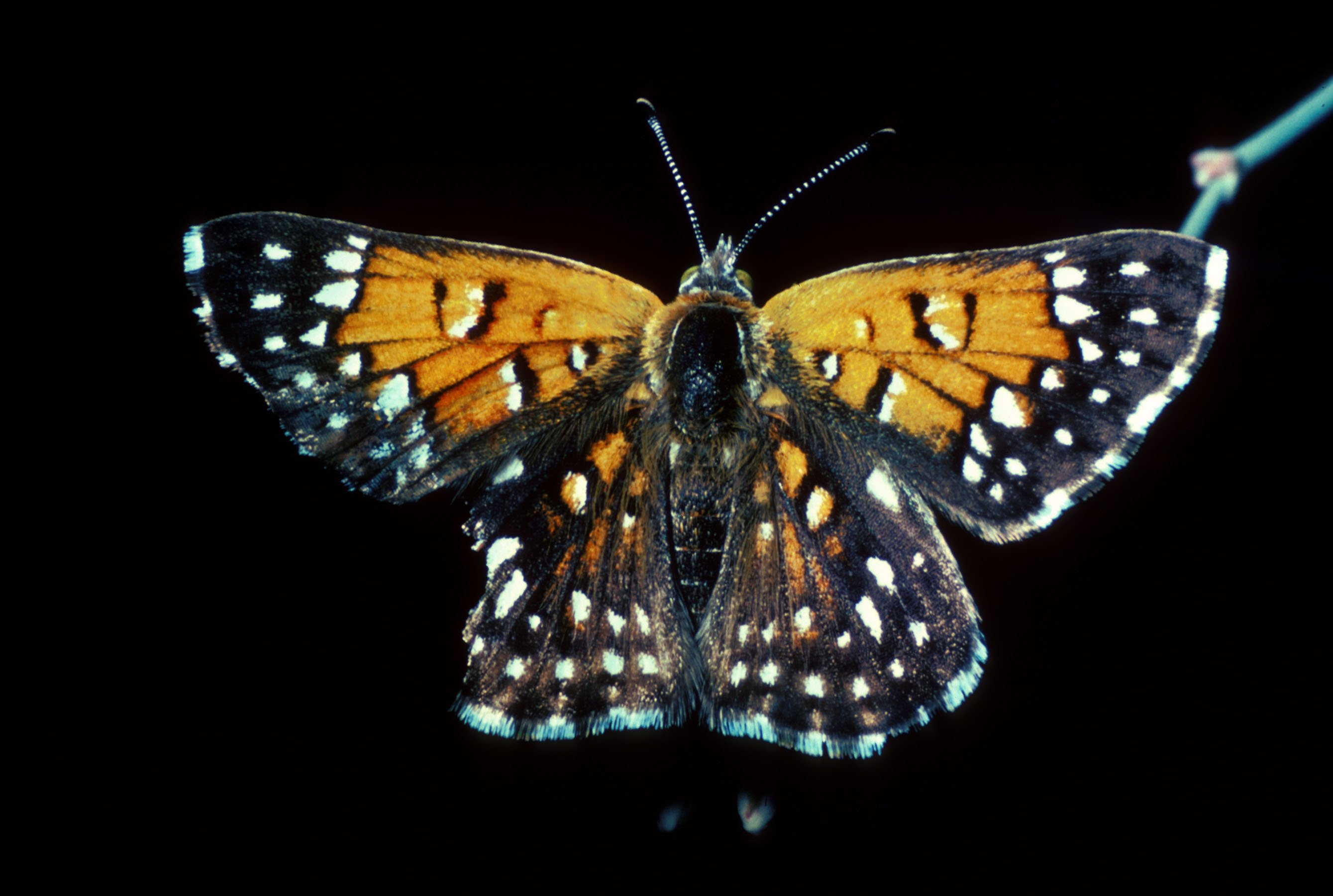
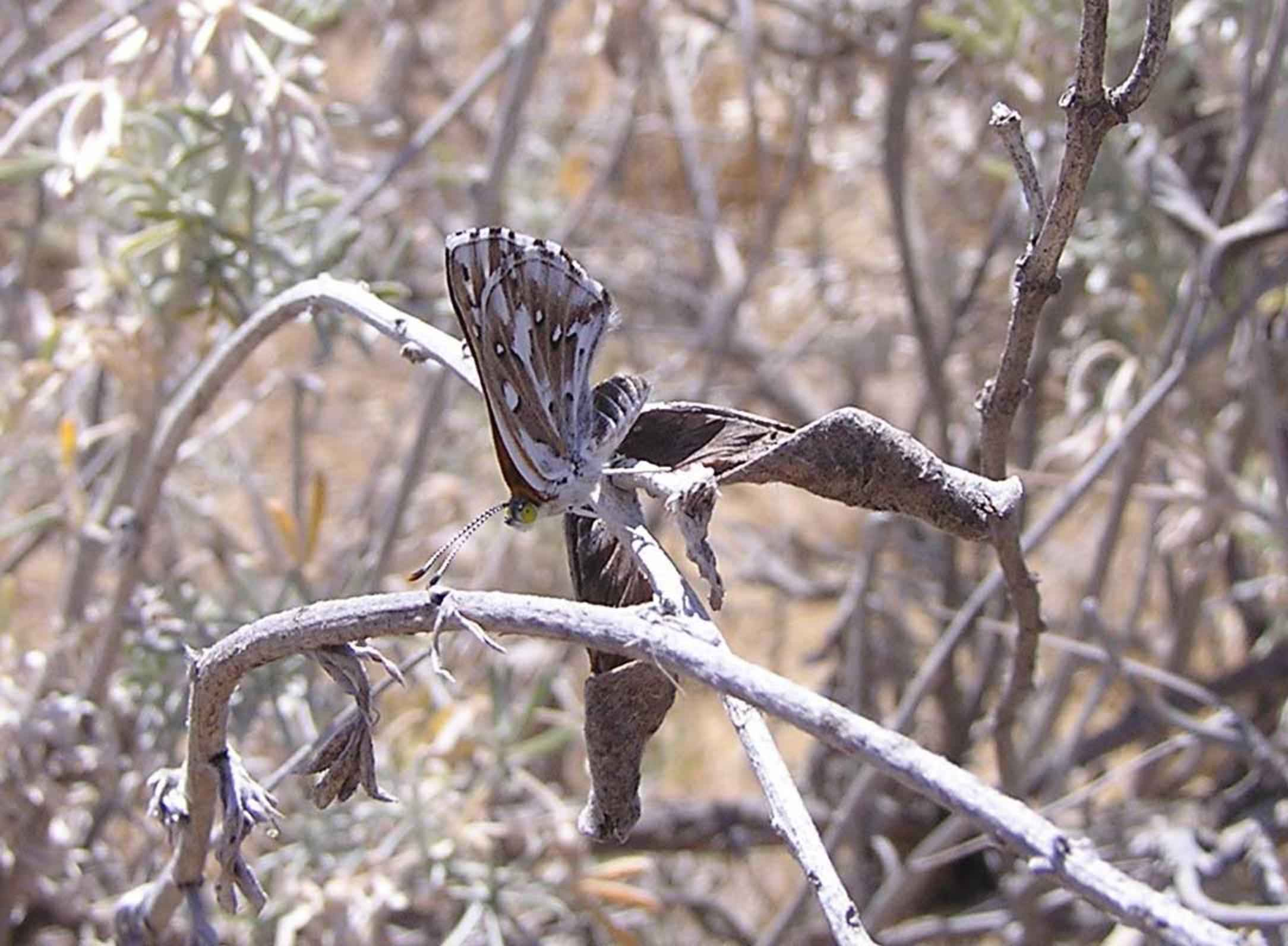
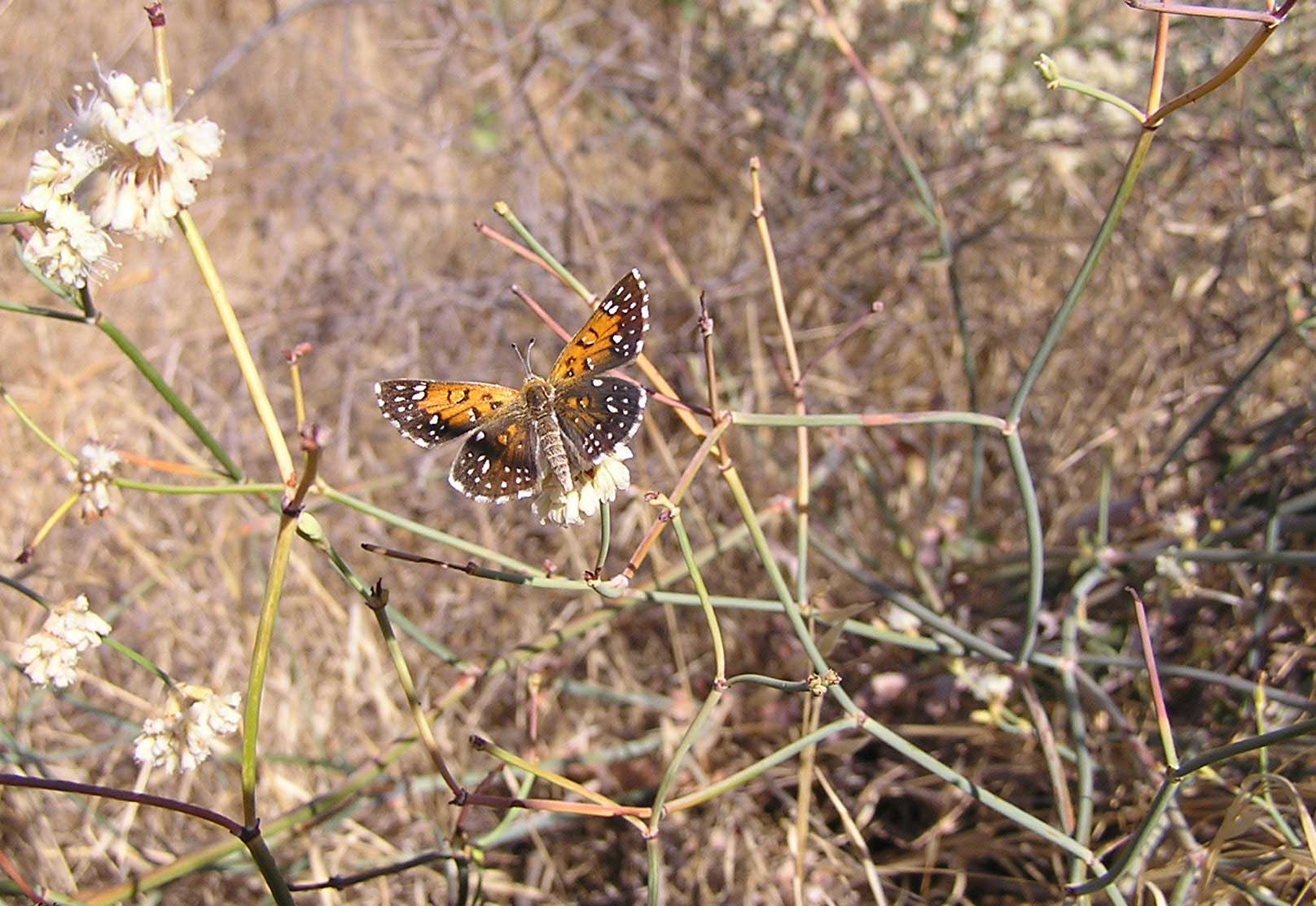